# سیاه‌منصور (لارستان)
 سیاه منصور روستایی در بخش جویم شهرستان لارستان در جنوب استان فارس در ایران واقع شده‌است. شغل مردم روستا 
کشاورزی است. تعداد چند حلقه چاه در روستا وجود دارد که ازآب‌های آنها برای امور کشاورزی استفاده می‌شود.